# Toyota Crown
Toyota Crown är en personbil som tillverkats av den japanska biltillverkaren Toyota sedan 1955. 

## Toyopet Crown RS
Toyota Crown var en större och modernare bil än den äldre Super-modellen, med bland annat individuell hjulupphängning fram. Bilen var dock fortfarande byggd på en separat ram. Crown var bland annat avsedd att användas som taxi och för att underlätta insteget till baksätet hade den självmordsdörrar bak. Motorn hämtades från företrädaren men den större Crown var tung och prestandan var medioker. 1961 infördes därför en större motor. 
Kombimodellen och pick upen, avsedda för varu- istället för persontransporter, såldes under namnet Toyopet Masterline.
Varianter:
| Modell | Motor              | Cylindervolym | Effekt   | Bränslesystem   |
| ------ | ------------------ | ------------- | -------- | --------------- |
| 1500   | 4-cyl radmotor ohv | 1453 cm³      | 50-56 hk | Enkel förgasare |
| 1900   | 4-cyl radmotor ohv | 1897 cm³      | 77 hk    | Enkel förgasare |

## Toyopet Crown S40
1962 kom en ny Crown med modern kaross och dubbla strålkastare. Den tvåstegade automatlådan Toyoglide infördes nu som tillval. Bilen introducerades med den fyrcylindriga motorn från företrädaren men 1965 tillkom ett sexcylindrigt alternativ. 
Varianter:
| Modell | Motor               | Cylindervolym | Effekt | Bränslesystem   |
| ------ | ------------------- | ------------- | ------ | --------------- |
| 1900   | 4-cyl radmotor ohv  | 1897 cm³      | 80 hk  | Enkel förgasare |
| 2000   | 4-cyl radmotor SOHC | 1988 cm³      | 90 hk  | Enkel förgasare |
| 2300   | 6-cyl radmotor SOHC | 2253 cm³      | 96 hk  | Enkel förgasare |
| Eight  | 8-cyl V-motor ohv   | 2599 cm³      | 100 hk | Enkel förgasare |

### Toyota Crown Eight VG10

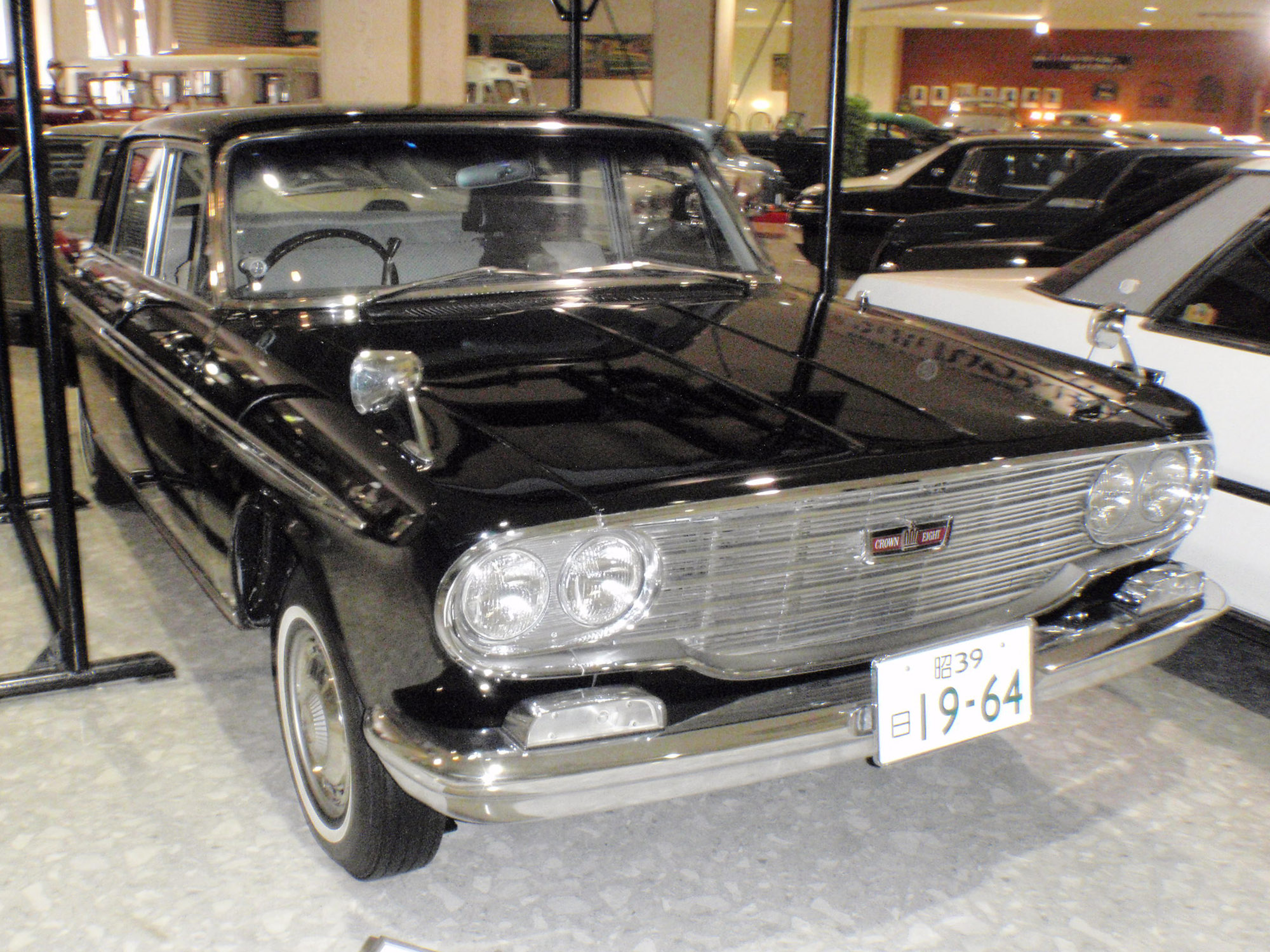
Toyota Crown Eight

Våren 1964 presenterades Crown Eight med V8-motor. Karossen var större än den vanliga Crown och modellen såldes med mycket omfattande utrustning. Bilen var avsedd som ett inhemskt alternativ till de stora amerikanska bilar som användes som representationsvagnar av många företag.
Modellen ersattes 1967 av Toyota Century.

## Toyota Crown S50
Den tredje generationen Crown fick ny kaross men tekniken var densamma som tidigare. Bilen fanns nu även som tvådörrars coupé. Crown var populär som taxi och för den marknaden erbjöds den fyrcylindriga basmotorn och en dieselmotor. 
Varianter:
| Modell | Motor               | Cylindervolym | Effekt | Bränslesystem    |
| ------ | ------------------- | ------------- | ------ | ---------------- |
|        | 4-cyl radmotor ohv  | 1994 cm³      | 85 hk  | Enkel förgasare  |
| Diesel | 4-cyl radmotor ohv  | 2164 cm³      | 67 hk  | Dieselmotor      |
| 2000   | 6-cyl radmotor SOHC | 1988 cm³      | 110 hk | Dubbla förgasare |
| 2300   | 6-cyl radmotor SOHC | 2253 cm³      | 115 hk | Enkel förgasare  |

## Toyota Crown S60/70
Crown S60 introducerades 1971. Det var den första generationen som såldes under namnet Toyota i Japan istället för Toyopet. 1973 tillkom den lyxiga Crown Royal.
Varianter:
| Modell | Motor               | Cylindervolym | Effekt | Bränslesystem    |
| ------ | ------------------- | ------------- | ------ | ---------------- |
|        | 4-cyl radmotor ohv  | 1994 cm³      | 85 hk  | Enkel förgasare  |
| Diesel | 4-cyl radmotor ohv  | 2164 cm³      | 70 hk  | Dieselmotor      |
| 2000   | 6-cyl radmotor SOHC | 1988 cm³      | 107 hk | Dubbla förgasare |
| 2300   | 6-cyl radmotor SOHC | 2253 cm³      | 106 hk | Enkel förgasare  |
| 2600   | 6-cyl radmotor SOHC | 2563 cm³      | 129 hk | Enkel förgasare  |

## Toyota Crown S80/100
Under tillverkningstiden för den femte generationen introducerades modern utrustning som låsningsfria bromsar och automatlåda med överväxel. 
Varianter:
| Modell | Motor               | Cylindervolym | Effekt | Bränslesystem      |
| ------ | ------------------- | ------------- | ------ | ------------------ |
|        | 4-cyl radmotor ohv  | 1994 cm³      | 106 hk | Enkel förgasare    |
| 2000   | 6-cyl radmotor SOHC | 1988 cm³      | 103 hk | Dubbla förgasare   |
| 2000E  | 6-cyl radmotor SOHC | 1988 cm³      | 117 hk | Bränsleinsprutning |
| Diesel | 4-cyl radmotor SOHC | 2188 cm³      | 72 hk  | Dieselmotor        |
| 2600   | 6-cyl radmotor SOHC | 2563 cm³      | 116 hk | Enkel förgasare    |
| 2600E  | 6-cyl radmotor SOHC | 2563 cm³      | 131 hk | Bränsleinsprutning |

## Toyota Crown S110
Crown S110 var den första generationen som erbjöds med turbomotor. Japansk bilskatt premierade motorer med mindre slagvolym än två liter och då gav överladdningen lite extra prestanda.
Varianter:
| Modell      | Motor               | Cylindervolym | Effekt | Bränslesystem             |
| ----------- | ------------------- | ------------- | ------ | ------------------------- |
|             | 4-cyl radmotor ohv  | 1982 cm³      | 85 hk  | Enkel förgasare           |
| 2000        | 6-cyl radmotor SOHC | 1988 cm³      | 103 hk | Enkel förgasare           |
| 2000E       | 6-cyl radmotor SOHC | 1988 cm³      | 117 hk | Bränsleinsprutning        |
| Turbo       | 6-cyl radmotor SOHC | 1998 cm³      | 136 hk | Bränsleinsprutning, turbo |
| Diesel      | 4-cyl radmotor SOHC | 2188 cm³      | 68 hk  | Dieselmotor               |
| Turbodiesel | 4-cyl radmotor SOHC | 2446 cm³      | 90 hk  | Turbodiesel               |
| 2800        | 6-cyl radmotor SOHC | 2759 cm³      | 145 hk | Enkel förgasare           |
| 2800E       | 6-cyl radmotor SOHC | 2759 cm³      | 170 hk | Bränsleinsprutning        |

## Toyota Crown S120
Med den sjunde generationen Crown infördes individuell hjulupphängning bak.
Coupén utgick och ersattes av Toyota Soarer.
Varianter:
| Modell      | Motor               | Cylindervolym | Effekt | Bränslesystem             |
| ----------- | ------------------- | ------------- | ------ | ------------------------- |
|             | 4-cyl radmotor SOHC | 1998 cm³      | 83 hk  | Bränsleinsprutning        |
| 2000E       | 6-cyl radmotor SOHC | 1988 cm³      | 117 hk | Bränsleinsprutning        |
| Turbo       | 6-cyl radmotor SOHC | 1998 cm³      | 150 hk | Bränsleinsprutning, turbo |
| Diesel      | 4-cyl radmotor SOHC | 2446 cm³      | 78 hk  | Dieselmotor               |
| Turbodiesel | 4-cyl radmotor SOHC | 2446 cm³      | 98 hk  | Turbodiesel               |
| 2800E       | 6-cyl radmotor SOHC | 2759 cm³      | 170 hk | Bränsleinsprutning        |
| 3000E       | 6-cyl radmotor SOHC | 2954 cm³      | 178 hk | Bränsleinsprutning        |

## Toyota Crown S130
Den åttonde generationen Crown Royal såldes även med V8-motor, samma fyralitersmotor som i Lexus LS.
Varianter:
| Modell      | Motor               | Cylindervolym | Effekt | Bränslesystem                  |
| ----------- | ------------------- | ------------- | ------ | ------------------------------ |
|             | 4-cyl radmotor SOHC | 1998 cm³      | 83 hk  | Bränsleinsprutning             |
| 2000E       | 6-cyl radmotor DOHC | 1988 cm³      | 135 hk | Bränsleinsprutning             |
| Super       | 6-cyl radmotor DOHC | 1998 cm³      | 170 hk | Bränsleinsprutning, kompressor |
| Diesel      | 4-cyl radmotor SOHC | 2446 cm³      | 85 hk  | Dieselmotor                    |
| Turbodiesel | 4-cyl radmotor SOHC | 2446 cm³      | 94 hk  | Turbodiesel                    |
| 3000E       | 6-cyl radmotor DOHC | 2954 cm³      | 190 hk | Bränsleinsprutning             |
| Royal       | 8-cyl V-motor DOHC  | 3968 cm³      | 260 hk | Bränsleinsprutning             |

### Toyota Crown Sedan S130

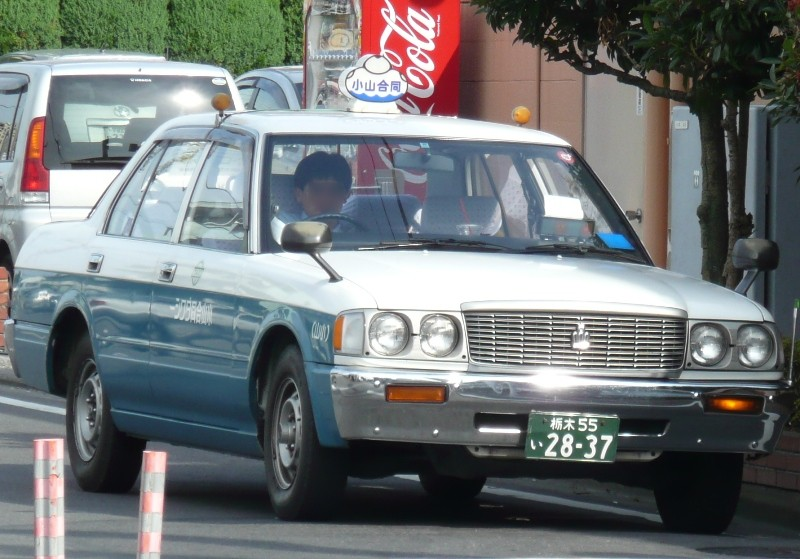
Toyota Crown Sedan som taxi.

Sedan de lyxigare versionerna av Crown ersatts av S140-serien 1991 fortsatte produktionen av kombimodellen fram till 1999. Även den enkla Crown Sedan, avsedd för taxibruk, fortsatte tillverkas med S130-karossen tills den ersattes av Crown Comfort.

## Toyota Crown S140
Crown S140 såldes bara som fyrdörrars hardtop. Modellen hade även en lyxigare syskonversion kallad Toyota Crown Majesta.
Varianter:
| Modell      | Motor               | Cylindervolym | Effekt | Bränslesystem                  |
| ----------- | ------------------- | ------------- | ------ | ------------------------------ |
| 2000E       | 6-cyl radmotor DOHC | 1988 cm³      | 135 hk | Bränsleinsprutning             |
| Super       | 6-cyl radmotor DOHC | 1998 cm³      | 170 hk | Bränsleinsprutning, kompressor |
| Turbodiesel | 4-cyl radmotor SOHC | 2446 cm³      | 100 hk | Turbodiesel                    |
| 2500E       | 6-cyl radmotor DOHC | 2491 cm³      | 180 hk | Bränsleinsprutning             |
| 3000E       | 6-cyl radmotor DOHC | 2954 cm³      | 230 hk | Bränsleinsprutning             |

## Toyota Crown S150
Från den tionde generationen Crown såldes knappt modellen utanför den japanska hemmamarknaden.
Varianter:
| Modell      | Motor               | Cylindervolym | Effekt | Bränslesystem                  |
| ----------- | ------------------- | ------------- | ------ | ------------------------------ |
| 2000E       | 6-cyl radmotor DOHC | 1988 cm³      | 135 hk | Bränsleinsprutning             |
| Super       | 6-cyl radmotor DOHC | 1998 cm³      | 170 hk | Bränsleinsprutning, kompressor |
| Turbodiesel | 4-cyl radmotor SOHC | 2446 cm³      | 100 hk | Turbodiesel                    |
| 2500E       | 6-cyl radmotor DOHC | 2491 cm³      | 180 hk | Bränsleinsprutning             |
| 3000E       | 6-cyl radmotor DOHC | 2954 cm³      | 230 hk | Bränsleinsprutning             |

### Toyota Crown Comfort LXS10

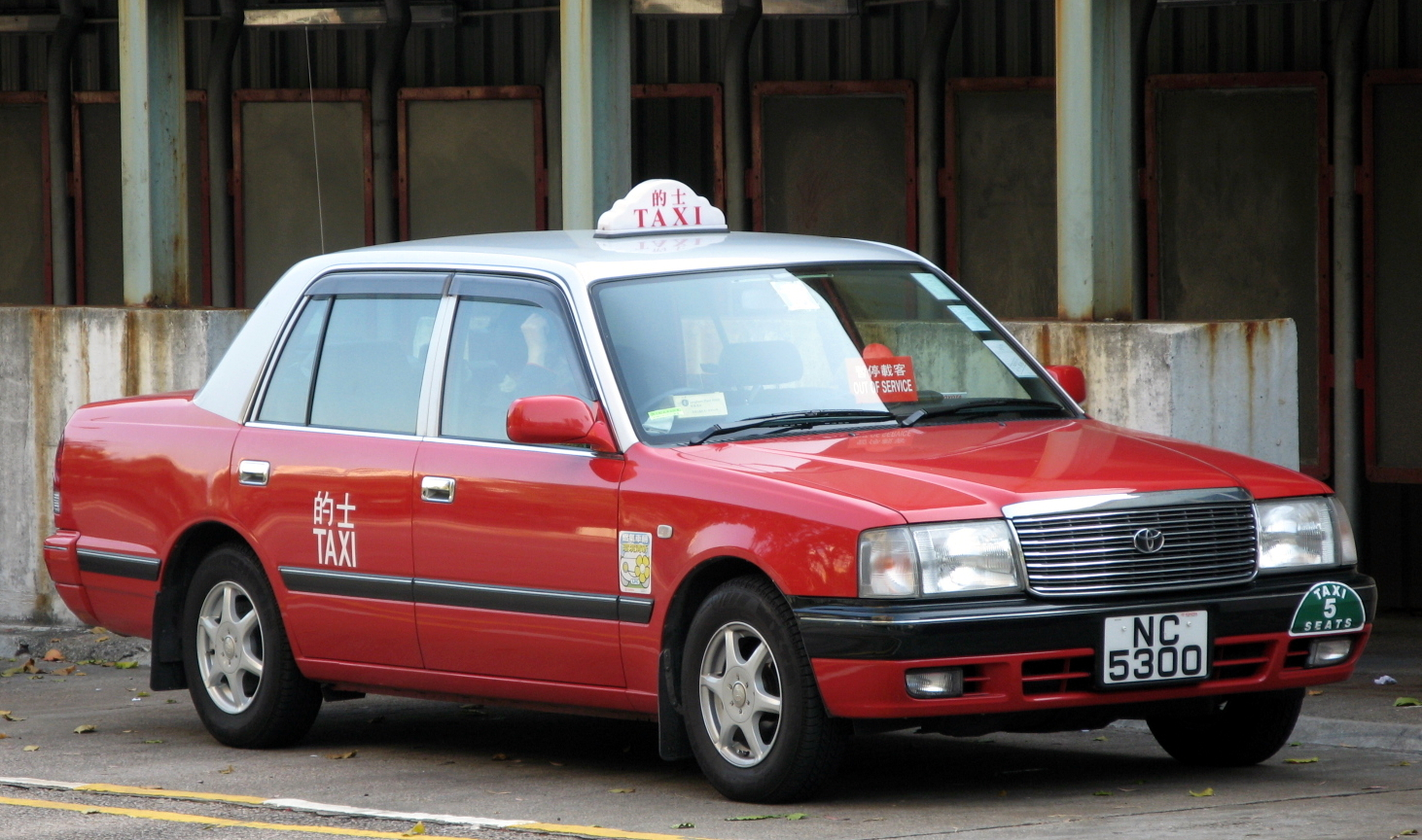
Toyota Crown Comfort som taxi.

1995 introducerades även den enklare Crown Comfort, avsedd för yrkestrafik som taxi eller körskolebil. Bilen säljs oftast med fyrcylindrig motor för billigare bränslen som LPG eller diesel. Modellen tillverkas fram till år 2017.

## Toyota Crown S170
Med S170-serien tillkom utöver den lyxiga Crown Royal även den sportiga Crown Athlete. Dessutom återkom kombimodellen med den aktuella karossen.
Varianter:
| Modell | Motor               | Cylindervolym | Effekt | Bränslesystem             |
| ------ | ------------------- | ------------- | ------ | ------------------------- |
| 2500E  | 6-cyl radmotor DOHC | 2491 cm³      | 200 hk | Bränsleinsprutning        |
| Turbo  | 6-cyl radmotor DOHC | 2491 cm³      | 280 hk | Bränsleinsprutning, turbo |
| 3000E  | 6-cyl radmotor DOHC | 2997 cm³      | 220 hk | Bränsleinsprutning        |

## Toyota Crown S180
Med den tolfte generationen Crown byttes de äldre radsexorna mot V-motorer. 
Varianter:
| Modell | Motor              | Cylindervolym | Effekt | Bränslesystem      |
| ------ | ------------------ | ------------- | ------ | ------------------ |
| 2.5    | 6-cyl V-motor DOHC | 2499 cm³      | 215 hk | Bränsleinsprutning |
| 3.0    | 6-cyl V-motor DOHC | 2994 cm³      | 255 hk | Bränsleinsprutning |
| 3.5    | 6-cyl V-motor DOHC | 3456 cm³      | 280 hk | Bränsleinsprutning |

## Toyota Crown S200
S200-serien introducerades 2008 och var den största Crown-modellen dittills.
Varianter:
| Modell | Motor              | Cylindervolym | Effekt | Bränslesystem      |
| ------ | ------------------ | ------------- | ------ | ------------------ |
| 2.5    | 6-cyl V-motor DOHC | 2499 cm³      | 215 hk | Bränsleinsprutning |
| 3.0    | 6-cyl V-motor DOHC | 2994 cm³      | 255 hk | Bränsleinsprutning |
| 3.5    | 6-cyl V-motor DOHC | 3456 cm³      | 315 hk | Bränsleinsprutning |

## Toyota Crown S210
Den fjortonde Crown- serien introducerades i december 2012. Den finns nu även som hybridbil.
Varianter:
| Modell | Motor               | Cylindervolym | Effekt     | Bränslesystem       |
| ------ | ------------------- | ------------- | ---------- | ------------------- |
| Hybrid | 4-cyl radmotor DOHC | 2493 cm³      | 178+143 hk | Bensinmotor+elmotor |
| 2.5    | 6-cyl V-motor DOHC  | 2499 cm³      | 203 hk     | Direktinsprutning   |
| 3.5    | 6-cyl V-motor DOHC  | 3456 cm³      | 315 hk     | Direktinsprutning   |

## Toyota Crown S220
Den femtonde generationen Crown introducerades i oktober 2017 och försäljningen startade året därpå. Den byggs på Toyotas nya plattform, Toyota New Global Architecture.
Varianter:
| Modell     | Motor               | Cylindervolym | Effekt | Bränslesystem         |
| ---------- | ------------------- | ------------- | ------ | --------------------- |
| 2.0        | 4-cyl radmotor DOHC | 1998 cm³      | 245 hk | Bensinmotor med turbo |
| 2.5 Hybrid | 4-cyl radmotor DOHC | 2487 cm³      | 226 hk | Bensinmotor + elmotor |
| 3.5 Hybrid | 6-cyl V-motor DOHC  | 3456 cm³      | 359 hk | Bensinmotor + elmotor |

## Toyota Crown S230
Den sextonde generationen Crown bryter med traditionerna och baseras på samma framhjulsdrivna plattform som Toyota Camry. Även formgivningen avviker rejält mot de konservativa företrädarna. Utöver den traditionella sedanversionen kommer modellen även säljas som kombi och som crossover. För första gången på många år planerar Toyota att sälja bilen även i ett antal länder utanför hemmamarknaden.
Varianter:
| Modell     | Motor               | Cylindervolym | Effekt | Bränslesystem                |
| ---------- | ------------------- | ------------- | ------ | ---------------------------- |
| 2.5 Hybrid | 4-cyl radmotor DOHC | 2487 cm³      | 235 hk | Bensinmotor + elmotor        |
| RS         | 4-cyl radmotor DOHC | 2393 cm³      | 350 hk | Bensinmotor, turbo + elmotor |